# A Brief Inquiry Into Online Relationships
A Brief Inquiry into Online Relationships —en español: «Una Breve Consulta Sobre Las Relaciones En Línea»— es el tercer álbum de estudio de la banda inglesa de pop rock The 1975, lanzado el 30 de noviembre de 2018 por Dirty Hit y Polydor Records. Los miembros de la banda George Daniel y Matthew Healy lo produjeron, y es el primer álbum de la banda que no se produce con su colaborador habitual Mike Crossey.
Después del lanzamiento del álbum anterior de la banda, I Like It When You Sleep, for You Are So Beautiful yet So Unaware of It, Healy anunció el álbum con el título provisional de Music for Cars, compartiendo el nombre con el tercer extended play de la banda. Después de una pausa de casi un año, Healy anunció que el álbum se había convertido en la tercera campaña titular de la banda, y que ABIIOR fue el primero de dos álbumes dentro del «ciclo». El segundo, Notes on a Conditional Form, se lanzó en 2020.
La banda lanzó cinco sencillos del álbum: «Give Yourself a Try», «Love It If We Made It», «TooTimeTooTimeTooTime», «Sincerity Is Scary» y «It's Not Living (If It's Not with You)». Tras su lanzamiento, el álbum recibió críticas positivas, que aplaudieron su naturaleza ecléctica y relevancia lírica; algunos críticos lo compararon con OK Computer de Radiohead. El álbum alcanzó el número uno en el Reino Unido y el número cuatro en los Estados Unidos, convirtiéndose en su segundo álbum en alcanzar los cinco primeros en ambos países. La banda se embarcó en una gira mundial desde enero de 2019. También el disco ganó el premio al «Álbum británico del año» en los Premios Brit de 2019.

## Antecedentes y grabación
The 1975 comenzó a escribir A Brief Inquiry into Online Relationships en 2015, el baterista George Daniel había compuesto «Love It If We Made It» ese año. Al año siguiente, la banda lanzó su segundo álbum, I Like It When You Sleep, for You Are So Beautiful yet So Unaware of It, con críticas positivas y éxito comercial, debutando en la cima de la lista de álbumes del Reino Unido y el Billboard 200 de Estados Unidos. El álbum trajo alrededor de siete singles, tres de los cuales recibieron una certificación de la Industria fonográfica británica. Posteriormente, la banda comenzó a trabajar en un extended play titulado What A Shame, así como en un tercer álbum de estudio, originalmente llamado Music For Cars como referencia para su tercer EP. Sin embargo, los planes para el EP se abandonaron cuando el mánager de la banda, Jamie Oborne, explicó que «se ha convertido en una idea mucho más grande». Matty Healy describió Music For Cars como «el fin de una era» y Healy también reveló que había especulado sobre si sería la última aventura de la banda, pero decidió no hacerlo, declarando en una entrevista con Dork que «aún no somos lo suficientemente buenos para dejar de fumar». En 2018, sin embargo, se anunciaron dos álbumes, A Brief Inquiry into Online Relationships y Notes on a Conditional Form, mientras que Music For Cars se reveló como una «era» para la banda, que comprende los dos álbumes.
Un mes después del final de la gira I Like it When You Sleep Tour en julio de 2017, la banda comenzó a grabar el nuevo álbum. Poco después, Healy ingresó en un centro de rehabilitación de drogas en Barbados durante dos meses en noviembre de 2017 para tratar su adicción de heroína y benzodiacepinas por cuatro años. Explicó a NME que una de las razones por las que se admitió a sí mismo a la rehabilitación fue porque «nunca podría permitir que [la adicción a las drogas] sea parte de mi identidad porque creo que los adictos son jodidamente perdedores». Muchas de las pistas del álbum fueron escritas durante su estancia en rehabilitación, el proceso de composición de canciones es descrito por Healy como «catarsis genuina». El álbum fue producido en su totalidad por Healy y Daniel, el primero sin Mike Crossey y grabado en Waldenfeld House, Montague Court y Abbey Road en Londres, Conway Sound, Capitol y Perfect Sound en Los Ángeles, Angelic in Halse y The Beach House en Santa Mónica entre junio de 2017 y septiembre de 2018. Dirty Hit y Polydor Records, el 30 de noviembre de 2018, lanzaron al mercado A Brief Inquiry into Online Relationships.

## Lanzamiento
La banda actualizó su sitio web para mostrar un temporizador de cuenta regresiva hacia el 1 de junio a principios de mayo de 2018, volviéndose activo nuevamente en las redes sociales. En sus primeras horas, se reveló que contenía un archivo zip oculto con cuatro carteles individuales, cada uno de los nombres conducía a una página oculta en el sitio web que mostraba una conversación entre un «humano» y una «máquina».
El álbum originalmente estaba programado para lanzarse en octubre de 2018, pero, el 10 de septiembre, se anunció que se lanzaría el 30 de noviembre.

## Promoción y sencillos

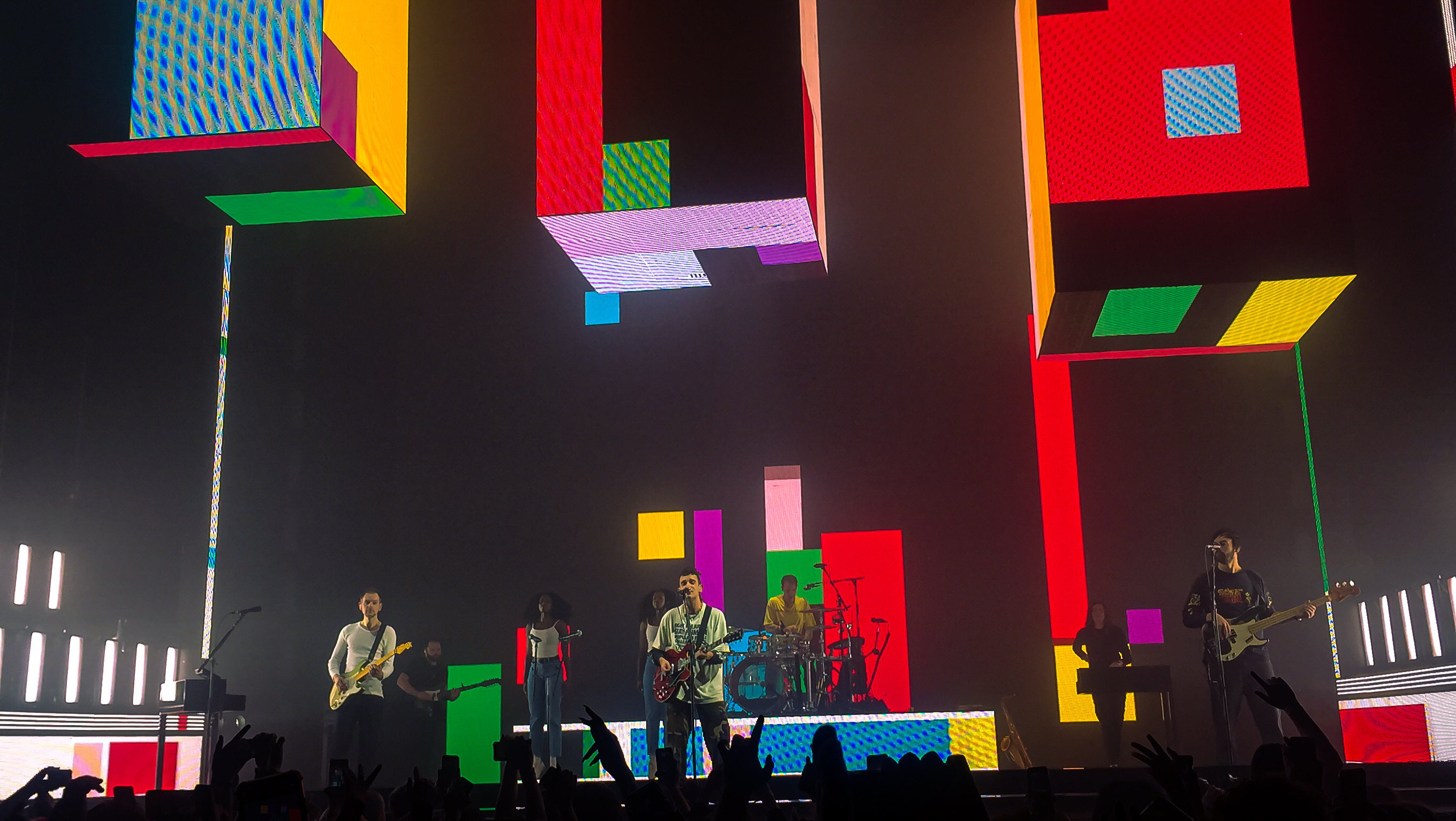
The 1975 performance in Nottingham

El 31 de mayo de 2018, la banda lanzó «Give Yourself a Try» como el sencillo principal del álbum, que se estrenó como el «Hottest Record in the World» de Annie Mac en BBC Radio 1 ese mismo día. «Love It If We Made It» fue lanzado como el segundo sencillo el 19 de julio. El 15 de agosto, «TooTimeTooTimeTooTime» fue lanzado como el tercer sencillo del álbum. El 13 de septiembre, «Sincerity Is Scary» fue lanzado como el cuarto sencillo. El quinto sencillo «It's Not Living (If It's Not With You)» fue lanzado el 18 de octubre.

### «Music for Cars»
A finales de abril de 2018, aparecieron en Londres y Manchester carteles crípticos titulados «Music for Cars», que contenían lemas y un número de catálogo de Dirty Hit, DH00327, entre un fondo negro. También se detectaron varias vallas publicitarias en el Reino Unido, que utilizaron el détournement para aplicarse a los anuncios existentes.
En las redes sociales, la banda solía publicar diferentes carteles titulados «A Brief Inquiry into Online Relationships». Además, las iniciales «MFC» aparecieron en letra pequeña en todos los gráficos promocionales adicionales, a veces acompañada de «2018 - 2019».
En una entrevista para Beats 1 el 31 de mayo de 2018, Healy declaró que «Music for Cars» es una «era» en lugar de un solo álbum, que abarca 2018 y 2019. Aunque primero se informó que ese era el nombre del álbum que la banda lanzaría en 2018, Healy declaró que «Music for Cars» contiene A Brief Inquiry into Online Relationships y el siguiente álbum, Notes on a Conditional Form.

### Tour
En el Latitude Festival en julio de 2017, se anunció que la banda comenzaría a salir de gira nuevamente en octubre de 2018. En abril de 2018, Oborne comentó que la banda disuadirá con shows «sorpresa» o «pop-up» para que la gira sea «el mayor espectáculo en vivo del mundo». Se anunció oficialmente una gira de 2019 el 15 de octubre de 2018.

## Recepción

### Crítica
El álbum obtuvo elogios casi universales de los críticos. Según el recopilador de reseñas Metacritic, el álbum recibió una puntuación ponderada de 83 basada en 29 reseñas, lo que indica «aclamación universal». Dan Stubbs de NME otorgó al álbum cinco estrellas de cinco, comparando el álbum con una versión millennial de OK Computer y resumió: «Inteligente y profundo, divertido y ligero, serio y desgarrador, dolorosamente moderno y clásico, todo al mismo tiempo, ‹A Brief Inquiry Into Online Relationships› es un álbum que cambia el juego, uno que desafía a los compañeros de The 1975 —si de hecho, hay alguno— para elevar su juego». Ryan Dombal de Pitchfork le dio al álbum una puntuación de 8.5, lo que le valió la etiqueta de « Best New Music», y lo calificó de «escandaloso y ecléctico», así como «similar a su predecesor en su sentido de estilo ilimitado, desviándose de los Afrobeats a una balada de jazz de caja cepillada a una pista que suena como un remix de trap de un viaje de ayahuasca de Bon Iver», pero «más decidido» que  I Like It When You Sleep. Time lo consideró uno de los «mejores álbumes de 2018», colocándolo en el número nueve de su lista.
En una crítica mixta, Matt Collar de AllMusic, declaró: «En conjunto, el álbum es a menudo tan dispar y difícil de leer como el panorama de las redes sociales sobre el que espera comentar». Escribiendo para Under the Radar, Dom Gourlay etiquetó el álbum como «exagerado» [sic] blando, «música de fondo ligeramente pasable en el mejor de los casos» y el peor «desastre autocomplaciente». Criticó aún más la «personalidad narcisista» del líder Healy y su uso frecuente de Auto-Tune. Sin embargo, Conrad Duncan escribiendo para el mismo sitio le dio al álbum una crítica positiva, llamándolo «lleno de corazón genuino, inteligencia e ingenio». Popmatters criticó el álbum como inflado e inconsistente, afirmando que «El alcance de la banda excede aquí, y las indulgencias del vocalista / líder de la banda Matt Healy son a menudo más cansadas que encantadoras», sin dejar de alabarlo como «fascinante».

### Comercial
El álbum debutó en el número cuatro en el Billboard 200, con las ventas más altas de álbumes puros de la semana, vendiendo 48 000 copias puras y 66 000 en total.

## Lista de canciones
Todas las canciones escritas y compuestas por The 1975 (George Daniel, Adam Hann, Matthew Healy, Ross MacDonald), excepto las que se indican. 
| N.º   | Título                                                               | Duración |  |
| 1.    | «The 1975»                                                           | 1:34     |  |
| 2.    | «Give Yourself a Try»                                                | 3:17     |  |
| 3.    | «TooTimeTooTimeTooTime» (Daniel, Healy, Guendoline Rome Viray Gomez) | 3:28     |  |
| 4.    | «How to Draw / Petrichor»                                            | 5:49     |  |
| 5.    | «Love It If We Made It»                                              | 4:13     |  |
| 6.    | «Be My Mistake»                                                      | 4:16     |  |
| 7.    | «Sincerity Is Scary»                                                 | 3:45     |  |
| 8.    | «I Like America & America Likes Me»                                  | 3:26     |  |
| 9.    | «The Man Who Married a Robot / Love Theme»                           | 3:33     |  |
| 10.   | «Inside Your Mind»                                                   | 3:50     |  |
| 11.   | «It's Not Living (If It's Not with You)»                             | 4:08     |  |
| 12.   | «Surrounded by Heads and Bodies»                                     | 3:56     |  |
| 13.   | «Mine»                                                               | 4:06     |  |
| 14.   | «I Couldn't Be More in Love»                                         | 3:51     |  |
| 15.   | «I Always Wanna Die (Sometimes)»                                     | 5:14     |  |
| 58:26 |                                                                      |          |  |

| Japanese CD edition bonus track |        |          |  |
| N.º                             | Título | Duración |  |
| 16.                             | «102»  | 3:27     |  |
| 61:53                           |        |          |  |

## Posición en las listas

### Semanales
| País           | Lista                 | Mejor posición | Ref.   |
| -------------- | --------------------- | -------------- | ------ |
| Alemania       | German Albums Chart   | 57             | [ 60 ] |
| Australia      | ARIA Albums Chart     | 4              | [ 61 ] |
| Austria        | Ö3 Austria Top 40     | 61             | [ 62 ] |
| Bélgica        | Ultratop Wallonia     | 178            | [ 63 ] |
| Bélgica        | Ultratop Flanders     | 44             | [ 64 ] |
| Canadá         | Canadian Albums Chart | 13             | [ 65 ] |
| Corea del Sur  | South Korean Albums   | 51             | [ 66 ] |
| Escocia        | Scottish Albums       | 1              | [ 67 ] |
| España         | Top 100 Álbumes       | 62             | [ 68 ] |
| Estados Unidos | Billboard 200         | 4              | [ 69 ] |
| Irlanda        | Irish Albums Chart    | 4              | [ 70 ] |
| Japón          | Oricon Album Chart    | 39             | [ 71 ] |
| Nueva Zelanda  | Top 40 Albums         | 9              | [ 72 ] |
| Países Bajos   | Dutch Album Top 100   | 36             | [ 73 ] |
| Reino Unido    | UK Albums Chart       | 1              | [ 74 ] |
| Suecia         | Albums Top 60         | 16             | [ 75 ] |
| Suiza          | Top Albums 100        | 89             | [ 76 ] |

### Anuales
| País        | Lista           | Mejor posición | Ref.   |
| ----------- | --------------- | -------------- | ------ |
| Reino Unido | UK Albums Chart | 85             | [ 77 ] |

## Certificaciones
| Reino Unido | BPI | Oro | 100 000 |  | [ 78 ] |